# Yves Bouthillier

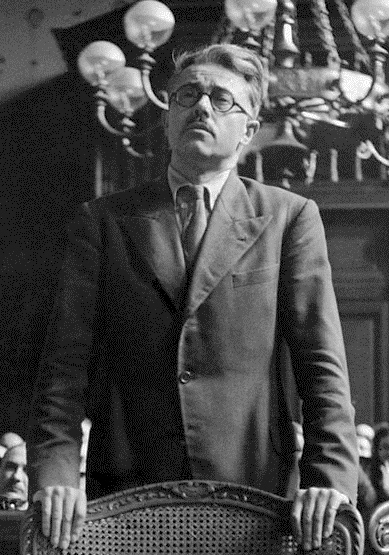
Yves Bouthillier in 1945

Yves Bouthillier (Saint-Martin-de-Ré (Charente-Maritime, 26 februari 1901 - Parijs, 4 januari 1977) was een Franse politicus en minister in de Vichy-regering.

## Biografie
Yves Bouthillier studeerde af aan de École centrale Paris. Hij was inspecteur van Belastingen, directeur van begroting (1930 tot 1932) en secretaris-generaal van het ministerie van Financiën (1938 tot 1940). Hij werd op 15 juni 1940 benoemd tot minister van Financiën en Handel in de regering van Philippe Pétain. Daarna was hij minister van Financiën (eerste regering van Pierre Laval en Pierre-Etienne Flandin en minister van Nationale Economie en Financiën in de regering van François Darlan.
Bouthillier was als lid van de regering Pétain een van de ondertekenaars van de wetten betreffende status van de Joden van oktober 1940 en juni 1941.
Hij was een tegenstander van Pierre Laval. Laval verwijderde Bouthillier op 18 april 1942 van zijn post naar diens benoeming tot premier. Bouthillier werd benoemd tot procureur-generaal bij de Rekenkamer. Yves Bouthillier werd in 1944 gearresteerd door de Gestapo en naar Duitsland gedeporteerd.
De grootse zorg voor Bouthillier was om in te gaan op te eisen van de Duitse bezetters en om de last voor de Franse economie te verminderen. Hij probeerde de waardevermindering van de Franse franc en het wegvoeren van de goudvoorraden van de Bank van Frankrijk naar Noord-Afrika te voorkomen.
Als minister waren de belangrijkste veranderingen door Bouthillier: de financiële herstructurering van administraties, de oprichting van l'Ordre des experts-comptables (wet van 3 april 1942), de hervorming van het vennootschapsrecht en de oprichting van de functie président-directeur général om de verantwoordelijkheid van de sociale leiders te versterken.
In 1947 werd Bouthillier veroordeeld tot drie jaar gevangenisstraf. Vervolgens was hij van 1958 tot 1972 burgemeester van zijn geboorteplaats Saint-Martin-de-Ré. Bouthillier was daarna nog directeur van de Commerciële Bank van Parijs (1951) en president van de Compagnie Charentaise des transports maritimes in La Flotte-en-Ré (Charente-Maritime).